# Scott Cawthon
Scott Cawthon (ur. 4 czerwca 1978 w Houston) – amerykański twórca gier wideo, animator i pisarz, znany jako twórca serii gier Five Nights at Freddy’s. Cawthon wykorzystał 3ds Max oraz Clickteam Fusion 2.5 do stworzenia i opracowania modeli 3D obiektów i postaci do swoich gier (takich jak Five Nights at Freddy’s). Cawthon ogłosił swoją rezygnację z tworzenia gier 16 czerwca 2021 roku.

## Kariera
Kariera Cawthona w projektowaniu gier i animacji rozpoczęła się w latach 90. Scott ujawnił swoją pierwszą grę (zatytułowaną Doofas) podczas transmisji na żywo oraz oznajmił, że stworzył ją gdy był jeszcze dzieckiem. Jego pierwsze oficjalne gry ukazały się na początku XXI wieku, jedną z najwcześniej znanych była RPG Max wydana w 2002 roku. Później dołączył do Hope Animation, gdzie tworzył animacje dla dzieci, które były oparte na chrześcijańskich wartościach.
19 marca 2007 roku Cawthon umieścił na swoim kanale YouTube pierwszą część ośmioczęściowej serii zatytułowanej The Pilgrim's Progress. Animacja przedstawia powieści Johna Bunyana o tym samym tytule. Po wydaniu The Pilgrim's Progress, Cawthon opracował kilka gier, w tym Sit N 'Survive, Chipper and Sons Lumber Co. oraz The Desolate Hope. Niektóre z nich zostały przesłane do Steam Greenlight. Podczas gdy The Desolate Hope przeszło pozytywnie przez ten proces, niektóre gry w szczególności Chipper and Sons Lumber Co. zostały ostro skrytykowane. Twórca gier zniechęcony opiniami ostatecznie zdecydował się wykorzystać animatroniczne postacie, co wywołało rozwój Five Nights at Freddy’s.

### Five Nights at Freddy’s
13 czerwca 2014 roku Scott przesłał Five Nights at Freddy’s do systemu Greenlight Steam. Zwiastun został wydany następnego dnia 14 czerwca, a wersja demo gry 24 lipca 2014 roku. 24 lipca 2014 roku przesłał do grę IndieDB, gdzie zyskała ogromną popularność. Po raz trzeci przesłał grę do Desury 13 sierpnia 2014 roku. Gra została zaakceptowana przez Steam Greenlight 18 sierpnia 2014 roku i została wydana za 4,99 USD. Gra została również dobrze przyjęta przez krytyków i stała się tematem wielu popularnych filmów z serii Let’s Play na YouTube.
10 listopada 2014 roku Cawthon wydał pierwszy prequel gry zatytułowany Five Nights at Freddy’s 2 za 7,99 USD na platformę Steam.
Wkrótce po wydaniu Five Nights at Freddy’s 2 twórca usunął wszystkie informacje ze swojej oficjalnej strony i zastąpił je słowem „offline”. Witryna wkrótce zaczęła wyświetlać zwiastuny kolejnej gry Five Nights at Freddy’s 3, która została wydana 2 marca 2015 roku.
23 lipca 2015 roku Cawthon wydał czwartą grę z serii horrorów Five Nights at Freddy’s, zatytułowaną Five Nights at Freddy’s 4. 31 października 2015 roku została wydana bezpłatna aktualizacja do tejże części pod tytułem „Halloween”.
15 września 2015 roku Scott ogłosił powstanie nowej gry RPG, zatytułowanej FNaF World. Gra nie jest typu horror; jest to raczej stylizowana gra RPG. Została wydana 21 stycznia 2016 roku. Cztery dni później Cawthon usunął ją ze Steam, niezadowolony z wyników i 8 lutego udostępnił ulepszoną wersję na Game Jolt za darmo.
W grudniu 2015 roku Scott Cawthon wydał zwiastun swojej pierwszej powieści, Five Nights at Freddy’s: The Untold Story, której nazwa została później zmieniona na Five Nights at Freddy’s: The Silver Eyes. Książka została wydana 17 grudnia 2015 roku jako e-book na Amazon Kindle.
21 maja 2016 roku Cawthon wydał zwiastun gry Five Nights at Freddy’s: Sister Location, zawierający dwa nowe animatroniki, a także cyrkowe wersje Foxy'ego i Freddy'ego z poprzednich gier serii. Gra została wydana 7 października 2016 roku i została pozytywnie przyjęta. Następnie 2 grudnia Cawthon wydał bezpłatną niestandardową aktualizację nocną, a wkrótce potem dodano do niej „Tryb Golden Freddy”.
W dniu 24 czerwca 2016 r. Cawthon ogłosił, że zawarł umowę na trzy książki ze Scholastic Corporation. Pierwsza książka The Silver Eyes zostanie opublikowana w październiku tego roku, a druga i trzecia zostaną wydane w 2017 i 2018 roku.
27 czerwca 2017 roku ukazała się druga powieść Cawthona, Five Nights at Freddy’s: The Twisted Ones. 29 sierpnia tego samego roku wydał pierwszy oficjalny przewodnik po Five Nights at Freddy’s, zatytułowany The Freddy Files. Zawiera opisanie postaci, easter eggi, wskazówki dotyczące grania oraz teorie powstałe z serii.
3 lipca 2017 roku Scott ogłosił anulowanie szóstej części Five Nights at Freddy’s, po stwierdzeniu miesiąc wcześniej, że szósta gra jest opracowywana. Stwierdził iż zaniedbał ważne rzeczy w swoim życiu. Dodał także, że nie planuje porzucić serii i może wydać w przyszłości spin-off w stylu FNaF World. Jednak wraz z wydaniem Freddy Fazbear’s Pizzeria Simulator 4 grudnia 2017 roku, potwierdzono, że był to troll.
26 grudnia 2017 roku Scott wydał drugi przewodnik po Five Nights at Freddy’s o nazwie Survival Logbook.
26 czerwca 2018 roku trzecia powieść z serii książek Five Nights at Freddy’s, Five Nights at Freddy’s: The Fourth Closet, została ujawniona na Amazon.com i wydana tego samego dnia.
28 czerwca 2018 roku została wydana kolejna gra, Ultimate Custom Night,  na Steam za darmo. Zawiera ponad 50 postaci z serii Five Nights at Freddy’s.
27 sierpnia 2018 r. Cawthon opublikował post w którym wspomina o prawdziwym autorze głosu Fredbeara w UCN: „Mam wrażenie, że zobaczymy więcej Kellena w świecie FNaF. Jego praca jeszcze się nie skończyła”. Zasugerował tym opracowanie ósmej części gry.
28 maja 2019 roku Cawthon wydał wirtualną grę Five Nights at Freddy’s: Help Wanted na PC i PlayStation VR za 29,99 USD. Dodatek do gry, Curse of Dreadbear, został wydany 23 października 2019 roku za 9,99 USD.
We wrześniu 2019 roku zwiastun i zapowiedź zostały opublikowane na kanale FNAFAR Account (które po wypuszczeniu gry zmieniło nazwę na Illumix Official) na YouTube, dotyczyły one gry AR. Okazało się, że tytułem jest Five Nights at Freddy’s AR: Special Delivery. Gra została wydana za darmo 25 listopada 2019 roku na iOS i Androida.

### Five Nights at Freddy’s film
Warner Bros. Pictures w kwietniu 2015 roku ogłosił, że nabył prawa do adaptacji serii gier na potrzeby filmu. Na producentów zostali wyznaczeni Roy Lee, David Katzenberg oraz Seth Grahame-Smith. Grahame-Smith oświadczył, że będą współpracować z Cawthonem, aby „stworzyć szalony, przerażający i dziwnie uroczy film”. W lipcu 2015 roku Gil Kenan podpisał kontrakt, aby wyreżyserować adaptację i napisać ją wspólnie z Tylerem Burtonem Smithem.
W styczniu 2017 roku Cawthon stwierdził, że częściowo z powodu „problemów w branży filmowej” film „napotkał kilka opóźnień i blokad” i „znalazł się w punkcie wyjściowym”, ale obiecał być zaangażowanym w stworzeniu filmu „to jest dla mnie niezwykle ważne. Chcę, żeby ten film był czymś ekscytującym dla fanów”.
W marcu 2017 roku Scott opublikował na Twitterze zdjęcie w Blumhouse Productions, sugerując, iż film miał nową firmę produkcyjną.
W maju 2017 roku producent Jason Blum potwierdził owe wieści, twierdząc, że jest podekscytowany oraz ściśle współpracuje z Cawthonem nad adaptacją.
W czerwcu 2017 roku Gil Kenan powiedział, że nie reżyseruje już filmu Five Nights at Freddy’s po zmianie sytuacji w Warner Bros. Pictures.
13 lutego 2018 roku Blumhouse Productions ujawniło na Twitterze, że Chris Columbus będzie pracował nad filmem jako reżyser, współpracując z Blumem i Cawthonem.
W sierpniu 2018 Scott na forum Steam zamieścił informacje w której mowa jest, że film będzie oparty na pierwszej części gry, a jeśli powstanie drugi i trzeci film, będą odpowiednio to FNaF 2 i FNaF 3.
27 października 2023 roku film trafił do kin - w polskiej wersji językowej jako Pięć koszmarnych nocy. Spotkał się on z mieszanym przyjęciem krytyków (32% na Rotten Tomatoes), ale został za to pozytywnie odebrany przez widzów (86% na Rotten Tomatoes).

## Życie prywatne
Jest żonaty i ma szóstkę dzieci.
Deklaruje się jako praktykujący chrześcijanin.

## Książki

### Powieści
- Five Nights at Freddy’s: The Silver Eyes (2015)
- Five Nights at Freddy’s: The Twisted Ones (2017)
- Five Nights at Freddy’s: The Fourth Closet (2018)
- Five Nights at Freddy’s: Fazbear Frights #1: Into the Pit (2019)
- Five Nights at Freddy’s: Fazbear Frights #2: Fetch (2020)
- Five Nights at Freddy’s: Fazbear Frights #3: 1:35 am (2020)
- Five Nights at Freddy’s: Fazbear Frights #4: Step Closer (2020)
- Five Nights at Freddy’s: Fazbear Frights #5: Bunny Call (2020)
- Five Nights at Freddy’s: Fazbear Frights #6: Blackbird (2020)
- Five Nights at Freddy’s: Fazbear Frights #7: Cliffs (2021)
- Five Nights at Freddy’s: Fazbear Frights #8: Gumdrop Angel (2021)
- Five Nights at Freddy’s: Fazbear Frights #9: Puppet Carver (2021)
- Five Nights at Freddy’s: Fazbear Frights #10: Friendly Face (2021)
- Five Nights at Freddy’s: Fazbear Frights #11: Pranskter (2021)
- Five Nights at Freddy’s: Fazbear Frights #12: Felix the shark (2022)
- Tales from the Pizzaplex #1: Lally's Game (2022)
- Tales from the Pizzaplex #2: HAPPS (2022)
- Tales from the Pizzaplex #3: Somniphobia (2022)
- Tales from the Pizzaplex #4: Submechanophobia (2022)
- Tales from the Pizzaplex #5: The Bobbiedots Conclusion (2023)
- Tales from the Pizzaplex #6: Nexie (2023)
- Tales from the Pizzaplex #7: Tiger Rock (2023)
- Tales from the Pizzaplex #8: B7-2 (2024)

### Inne
- The Freddy Files (2017)
- Survival Logbook (2017)
- The Freddy Files: Updated Edition (2019)
- The Ultimate Guide (2022)